# Luis René Barboza
Luis René Barboza Quiróz (2 aprile 1993) è un calciatore boliviano, difensore del Aurora e della Nazionale boliviana.

## Carriera
Nel 2021 viene convocato dalla Nazionale boliviana per partecipare alla Coppa America.